# Hemithyone
Hemithyone is een geslacht van zeekomkommers uit de familie Phyllophoridae.

## Soorten
- Hemithyone semperi (Bell, 1884)